# آنا سانستروم
آنا سانستروم (انگلیسی: Anna Sundström; ۲۶ فوریهٔ ۱۷۸۵ – ۱ ژانویهٔ ۱۸۷۱) شیمی‌دان اهل سوئد بود. از آنا سانستروم به عنوان اولین شیمیدان زن در سوئد یاد شده‌است.

## زندگی
آنا پرسودتر دختر پر جنسون که کشاورز بود که بعداً به ساندستروم تغییر نام داد.

## میراث
هر سال جامعه شیمی سوئد بهترین پایان‌نامه دکتری سوئد را در شیمی معدنی انتخاب می‌کند و به نویسنده جایزه آنا ساندستروم می‌دهد.